# Meterana ochrifascia
Meterana ochrifascia là một loài bướm đêm trong họ Noctuidae.